# Порт Сагунто
Порт Сагу́нто, Пуэ́рто-де-Сагу́нто (исп. Puerto de Sagunto, кат. Port de Sagunt) — населённый пункт, принадлежащий городу Сагунто, в комарке Кампо-де-Морведре (Испания). Он расположен в устье реки Палансия, к северу от провинции Валенсия. Население Порта Сагунто — 41 411 жителей (по состоянию на 2022 году).

## Название
Его название связано с портом, из которого развивалась промышленная и коммерческая деятельность, работающая и сегодня. Уже в последней трети XX века ключом к его росту стала работа металлургического завода в Сагунто, которым управлял Altos Hornos del Mediterráneo (1971-1984).

## География
Порт Сагунто является населённым пунктом в муниципалитете Сагунто (в комарке Кампо-де-Морведре, в западной части Средиземного моря), расположенный к югу от Альменары и Канет-де-Беренгера, к востоку от Сагунто, к западу от Средиземного моря и к северу от Пусоля. Находится около 25 км к северу от Валенсии.
Порт Сагунто расположен в регионе Кампо-де-Мурвьедро, между 39º 40' северной широты и 0º 14' западной долготы Гринвичского меридиана, в западной части Средиземноморья.

## История
В 2017 году городской совет Сагунто, правительство Валенсийского сообщества (Generalitat Valenciana) и администрация порта Валенсии договорились построить ответвление дороги CV-309, чтобы обеспечить новый доступ к Порту Сагунто.
Благодаря политике Морено, нынешнему мэру Сагунто, направленной на совместные с Женералитетом Валенсии действия по переквалификации земель сельхозназначения в промышленные зоны, в Валенсии были созданы 27 000 новых рабочих мест, а бюджет Сагунто увеличен на 14%, за счёт инвестиций компании Фольксваген в строительство первого в Южной Европе завода по производству аккумуляторов, который будет расположен в Порту Сагунто.

## Население
Нынешнее население Порта Сагунто — 41 411 жителей. Это крупнейший населённый пункт комарки Кампо-де-Морведре.
| 2000   | 2001   | 2002   | 2003   | 2004   | 2005   | 2006   | 2007   | 2008   | 2009   | 2010   | 2011   | 2012   |
| ------ | ------ | ------ | ------ | ------ | ------ | ------ | ------ | ------ | ------ | ------ | ------ | ------ |
| 32 804 | 33 217 | 34 151 | 34 811 | 36 542 | 37 511 | 38 249 | 38 948 | 40 589 | 41 076 | 41 406 | 41 130 | 40 859 |

| 2013   | 2014   | 2015   | 2016   | 2017   | 2018   | 2019   | 2020   | 2021   | 2022   |
| ------ | ------ | ------ | ------ | ------ | ------ | ------ | ------ | ------ | ------ |
| 40 842 | 40 397 | 40 250 | 39 685 | 40 124 | 40 436 | 40 732 | 41 256 | 40 962 | 41 411 |

## Транспорт

### Городское сообщение
На протяжении многих лет в городе действует городское сообщение, связывающее крупнейшие села Сагунто и Порт Сагунто, и даже есть маршруты в Канет-де-Беренгер. Autos Vallduxense SL (AVSA), под торговой маркой SUV (Servei Urbà de Viatgers, «Городское пассажирское сообщение»), в настоящее время предлагает следующие маршруты:
- D: Сагунто — станция RENFE — Порт Сагунто[11].
- C1: Пляжи — больница — Internúcleos — Порт Сагунто — Сагунто[12].
- C2: Пляжи — Порт Сагунто — Internúcleos — Сагунто — больница[13].
- L335: Ночной маршрут (Bus Nit)[b].

Поскольку эти маршруты являются частью AVSA, они включены в зону B городского транспортного управления Валенсии.

### Межгородское сообщение
Подавляющее большинство автобусных маршрутов, проходящих через Порт Сагунто, управляется компанией Autos Vallduxense под торговой маркой MetroBús, принадлежащим Женералитету Валенсии, хотя можно встретить и другие маршруты. Автобусные маршруты, принадлежащие MetroBús, входят в зоны A и B Городского транспортного управления Валенсии.
- L111: Валенсия - Сагунто - Порт Сагунто (до больницы)[16].
- L114: Валенсия - Сагунто - Порт Сагунто (в различные точки Порта Сагунто)[16].
- L115: Валенсия - Сагунто - Порт Сагунто[16].
- L116: Валенсия - Канет-де-Беренгер[16].
- L310: Бенифайро-де-лес-Вальс - Канет-де-Беренгер - Пляж Канет-де-Беренгера - Порт Сагунто - Сагунто[17].
- Порт Сагунто - Эстивелья - Сегорбе - Альтура[18][c].

## Праздники
Праздники в Порту Сагунто посвящены Богоматери Бегоньи. Они проводятся в первые две недели августа и включают в себя спортивные соревнования, музыкальные выступления, традиционную Xopà, художественные выставки, фейерверки, а также так называемые cucañas marítimas, в ходе которых проводятся три традиционных мероприятия: заплыв через порт, ловля флага на смазанном жиром шесте и выпуск резиновых уточек и мячей, которые можно обменять на призы.

## Галерея

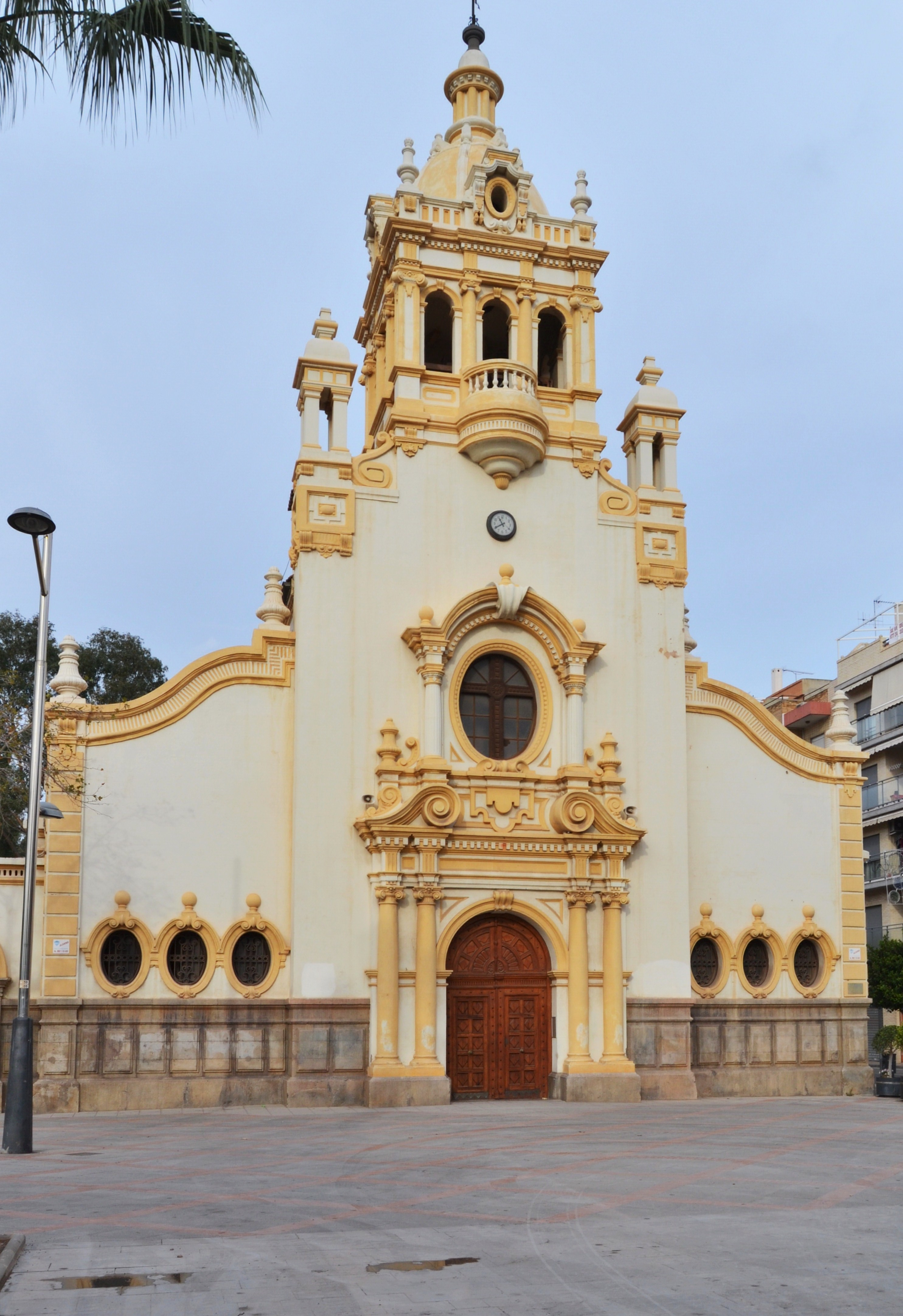
Церковь Богоматери Бегоньи (Iglesia de la Virgen de Begoña)
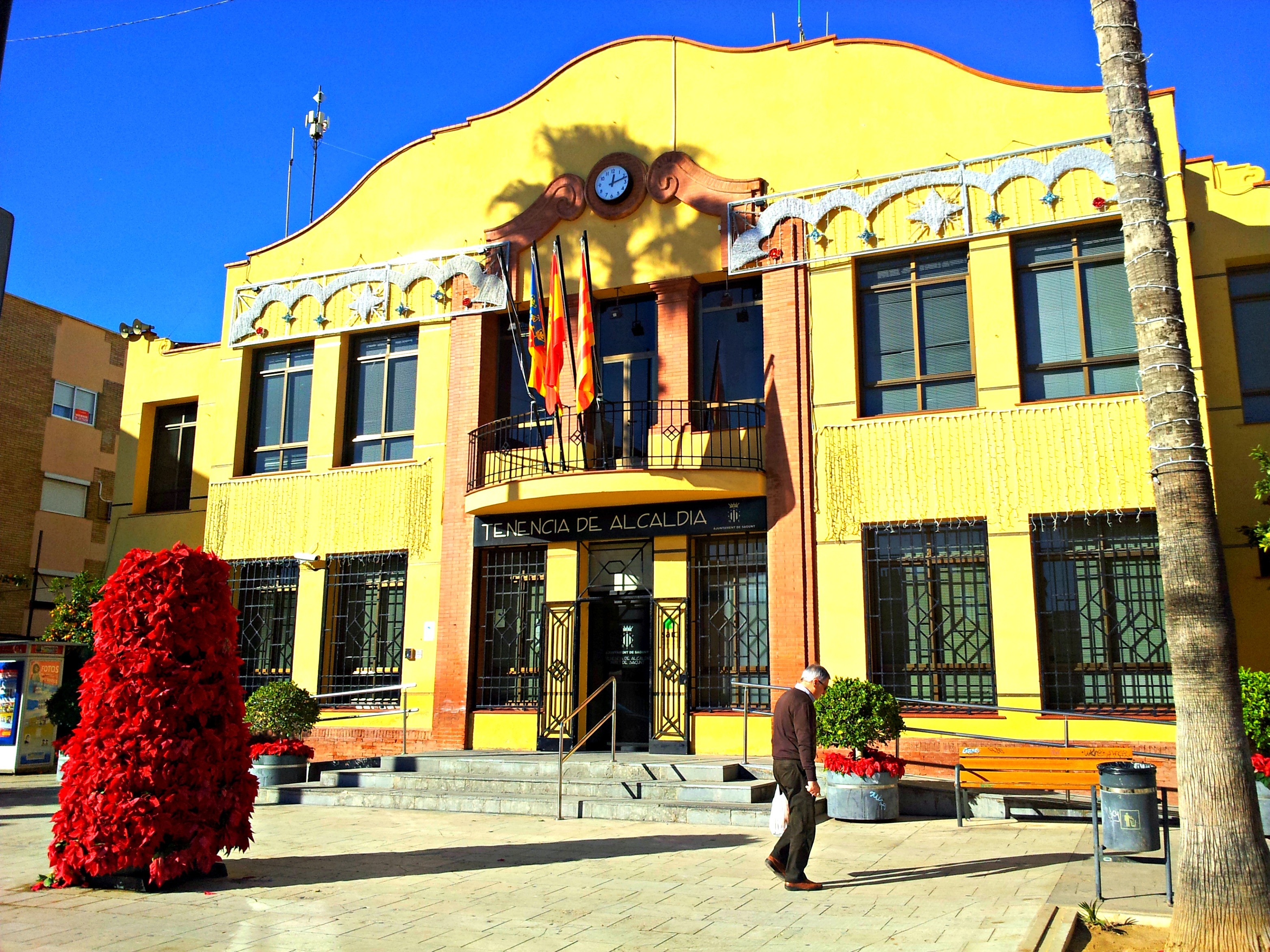
Tenencia de Alcaldía
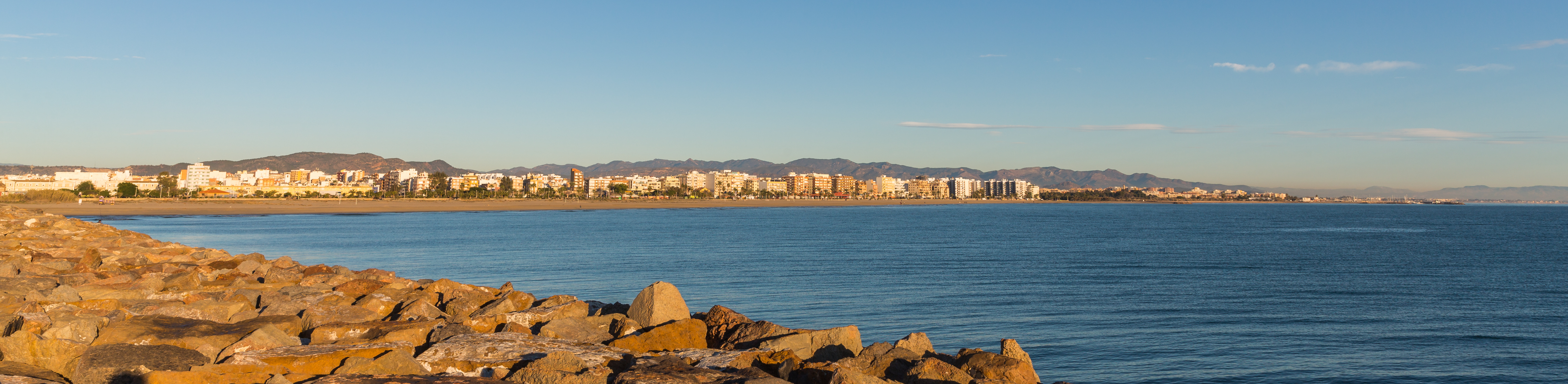
Пляж Порта Сагунто
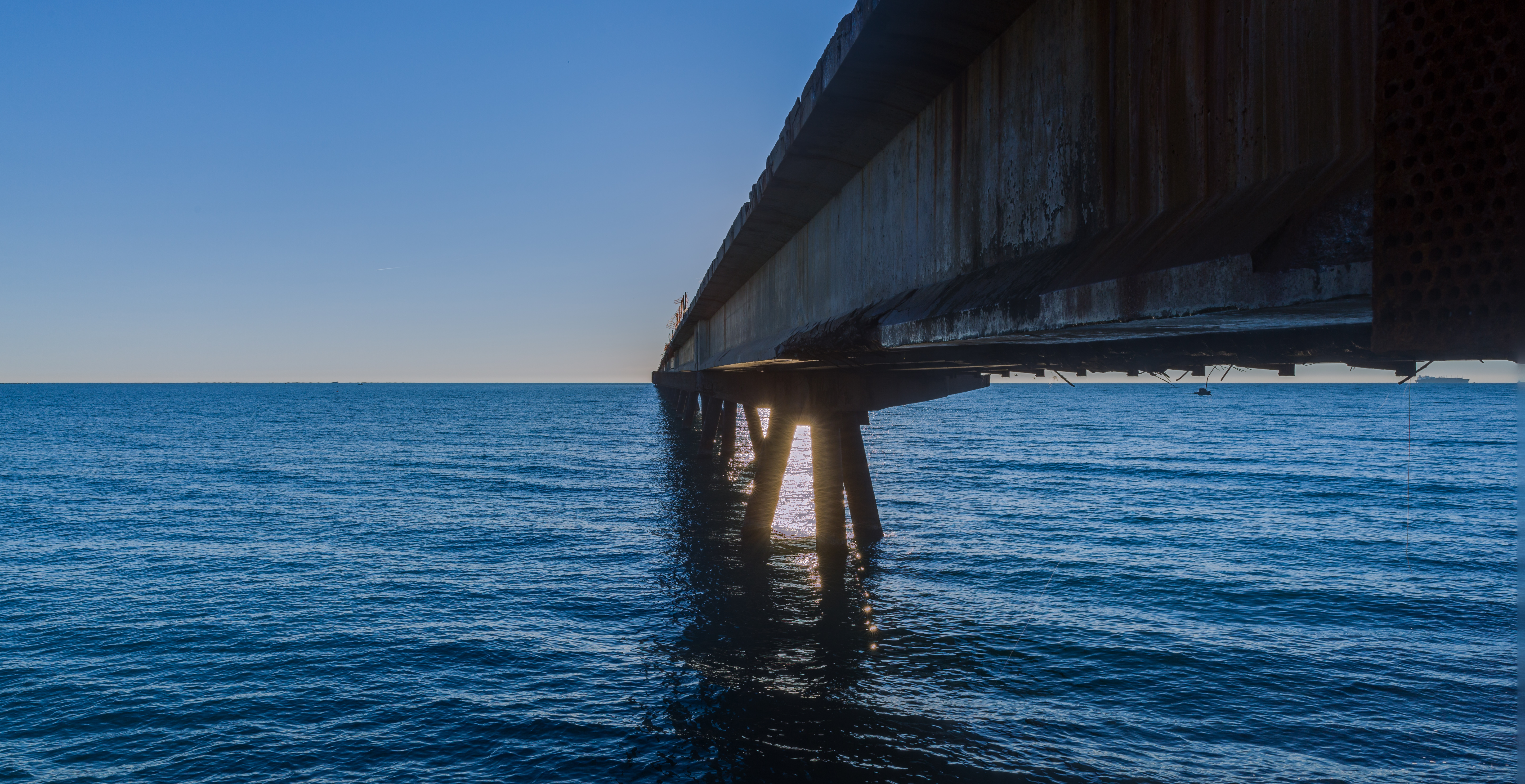
Пристань порта
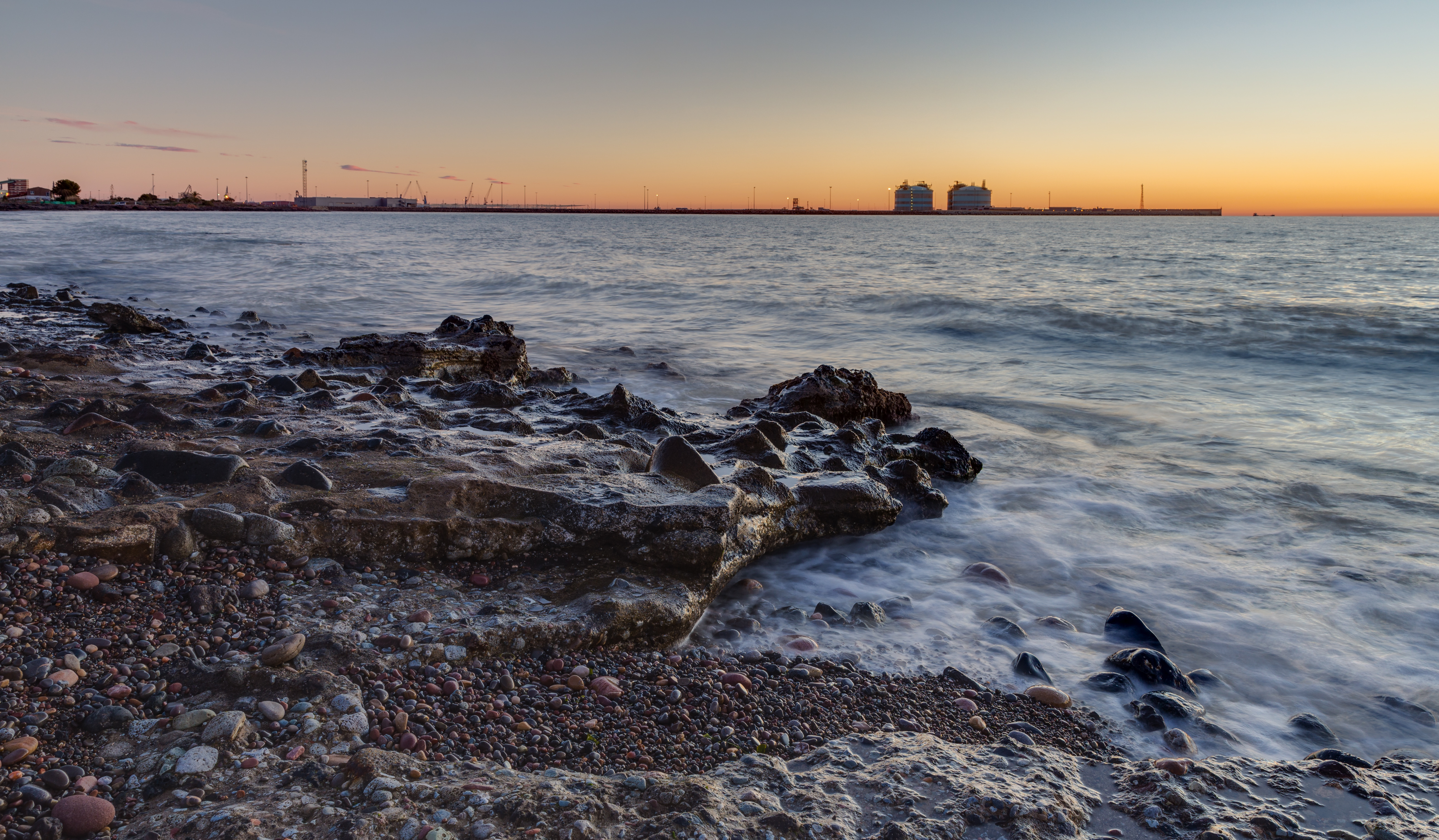
Вид Порта Сагунто из Grao Viejo

### Комментарии
1. ↑  См. Испанско-русская практическая транскрипция.
2. ↑  Данный маршрут работает только по субботам с 22:00 часов вечера и по воскресеньям до 05:00 часов утра.[14]
3. ↑  Данный маршрут управляется компанией Autocares Herca SL. Не входит в MetroBús[15]